# Бетуель Пакаліта Мосісілі
Бетуель Пакаліта Мосісілі (англ. Bethuel Pakalitha Mosisili; нар. 14 березня 1945) — двічі прем'єр-міністр і міністр оборони Лесото.

## Кар'єра
1993 року Мосісілі обрали до лав парламенту, а також призначили на посаду міністра освіти. 14 квітня наступного року його та ще трьох інших міністрів намагались викрасти військовики. На початку 1995 року він також став віцепрем'єром. 20 липня того ж року замість посади міністра освіти отримав портфель міністра внутрішніх справ і місцевого самоврядування. 1997 року Нтсу Мохеле заснував партію Конгрес за демократію Лесото, лідером якої 21 лютого 1998 року став Мосісілі. 29 травня того ж року він очолив уряд королівства.
22 квітня 2009 року було здійснено замах на життя Мосісілі, але сам міністр не постраждав.
2014 року в Лесото спалахнула політична криза, після чого на початку 2015 року відбулись позачергові парламентські вибори. За їхніми результатами 7 березня Бетуель Пакаліта Мосісілі знову став прем'єр-міністром країни.
1 березня 2017 року парламент виніс його кабінету вотум недовіри, після чого Мосісілі рекомендував королю розпустити парламент, що й відбулось 7 березня. За результатами виборів, що відбулись 3 червня того ж року, перемогу здобула партія Конвенція всіх басуто та її лідер Том Табане, який і замінив Мосісілі на посаді прем'єр-міністра.